# 紅褲子 (電影)
《紅褲子》（英語：Red Trousers: The Life of the Hong Kong Stuntmen）是仇云波執導的紀錄片。

## 劇情
《紅褲子》是由仇云波拍攝的紀錄片，他同時也是這部電影的監製和主演。影片講述香港電影的特技產業，比較美國電影特技產業更具有風險。影片除了一些業內著名特技演員的採訪片段外，還融合冒險動作短片《Lost Time》（2001）中的場景，以說明特技演員如何參與電影的拍攝。

## 獎項
- 2003年紐波特海灘電影節（英语：Newport Beach Film Festival）「電影製作傑出成就獎」

## 外部連結
- Red Trousers - Official site with synopsis, trailers, and interviews. （页面存档备份，存于）
- 互联网电影数据库（IMDb）上《Red Trousers: The Life of the Hong Kong Stuntmen》的资料（英文）
- Red Trousers - info site （页面存档备份，存于）